# Корф, Семён Николаевич
Барон Семён Никола́евич Корф (10 [22] июля 1854, Царское Село — 17 августа 1923) — Ломжинский и Варшавский губернатор, сенатор. Тайный советник.

## Биография
Происходил из дворян Курляндской губернии. Родился 10 (22) июля 1854 года в Царском Селе. Отец — Николай Николаевич Корф (05.05.1827—?), владелец майоратов Преекульн, Брукен, Шёнберг; мать — София Семёновна, урожд. Есакова. Был племянником Андрея Николаевича Корфа.
Окончил частную гимназию Карла Мая и Императорский Санкт-Петербургский университет.
В 1876 году вступил в военную службу вольноопределяющимся, участвовал в русско-турецкой войне; 11 августа 1877 года был произведён в корнеты 10-го драгунского Ингерманландского полка. В 1880 году вышел в отставку и поступил в Главное тюремное управление.
Чины: действительный статский советник (01.01.1901), шталмейстер (1912). Был пожалован придворными званиями камергера (1893) и «в должности шталмейстера» (1906).
С 1890 по 1897 год служил в Канцелярии по приему прошении. Затем занимал посты Ломжинского (1897—1907) и Варшавского (1907—1914) губернатора. В 1915 году был назначен сенатором.
Умер 17 августа 1923 года.

## Награды
российские
- Орден Святого Владимира 3-й ст. (1897);
- Орден Святого Станислава 1-й ст. (1903);
- Высочайшая благодарность (1905);
- Орден Святой Анны 1-й ст. (1906);
- Орден Святого Владимира 2-й ст. (1910);
- Высочайшая благодарность (1912);
- Орден Белого Орла (1913).
- медаль «В память Русско-Турецкой войны 1877—1878 гг.»
- медаль «В память царствования императора Александра III»
- медаль «В память коронации Императора Николая II»
- медаль «За труды по первой всеобщей переписи населения» (1897)
- медаль «В память 300-летия царствования дома Романовых»; иностранные
- саксен-веймарский орден Белого сокола 2-й ст.
- прусский орден Красного орла 2-й ст.

## Семья
Был женат на Ольге Константиновне Карцовой. Детей в браке не было.